# 波特蘭間諜網

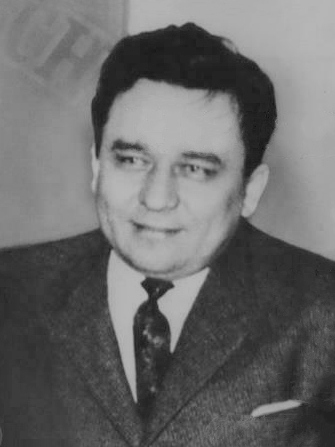
1961年的科倫·莫洛迪，化名戈登·朗斯代爾

波特蘭間諜網是一個在1953年—1961年活躍於英國的間諜網。它由5个人組成，他們從多塞特郡波特蘭島的海軍水下武器研究所獲取機密研究文件，並將其傳遞給蘇聯。
哈里·霍頓和埃塞爾·吉是該組織的兩名成員，他们是英國人，在海軍水下武器研究所工作，可以進入儲存研究資料的區域。他們獲取信息後，會將其傳遞給他們的情報員科倫·莫洛迪——他使用化名戈登·朗斯代爾。他是一名持加拿大護照在英國活動的克格勃特工。朗斯代爾會以微點影像將文件傳遞給洛娜和莫里斯·科恩，這對美國共產黨員用新西蘭護照以海倫和彼得·克羅格的名義移居英國。克羅格夫婦會將信息傳遞到莫斯科，通常以古籍書商的身份作掩護。
在收到波蘭間諜米哈爾·戈列涅夫斯基關於臥底在海軍部的線報後，該間諜網於1960年曝光。他提供的訊息足以識別霍頓。英國國內反情報機構軍情五處的監視確定了霍頓和吉之間的聯繫，然後是他們與朗斯代爾之間的聯繫，最後是與克羅格夫婦的聯繫。五人均於1961年1月被捕，並於同年3月受審。該組織的刑期從15年（霍頓和吉）到20年（克羅格夫婦）到25年（朗斯代爾）不等。
朗斯代爾於1964年在一次間諜交換中獲釋，以換取英國商人格雷維爾·溫尼。克羅格夫婦於1969年10月獲釋，作為與傑拉爾德·布魯克交換的一部分，後者是一名英國國民，因很大程度上捏造的罪名而被拘留。最後獲釋的是霍頓和吉，他們於1970年5月獲提前釋放。

## 背景

### 皇家海軍魚鷹號和海軍水下武器研究所

海軍部在波特蘭島上的設施地圖

到1950年代後期，英國軍事水下研究和發展已在多塞特郡的波特蘭島上建立起來。1959年和1960年發生了一系列專門單位的合併；其中之一包括水下武器研究所和水下對抗與武器研究所合併，組建海軍水下武器研究所。
無畏號潛艇的許多開發工作都是在1950年代在波特蘭進行的。1960年下水的「無畏號」是英國第一艘核動力潛艇。海軍歷史學家伊恩·巴蘭坦將其包含的2001型聲納描述為「威力巨大」，因為反應堆的核動力可以「在艦艇和潛艇前所未有的範圍內使用主動聲納探測威脅」。在那段時間裡，AUWE的研究人員正在改進潛艇的隱身能力，並開發新一代裝備核彈道導彈的潛艇。
皇家海軍魚鷹號是一個位於波特蘭島北端的反潛訓練設施。該基地研究和開發潛艇探測的方法和設備。從1957年起，反潛直升機部隊也使用「魚鷹號」作為訓練基地。

### 科倫·莫洛迪（戈登·朗斯代爾；1922–1970）
科倫·特羅菲莫維奇·莫洛迪是蘇聯情報人員。他從七歲起就在美國接受教育，在該國生活了九年，然後於1938年返回俄羅斯。他於1940年被內務人民委員部（克格勃的前身）招募，並於1949年加入政治情報部門，並接受了非法特工的訓練，在沒有外交豁免權的情況下在國外秘密工作的間諜。他獲得了加拿大公民戈登·朗斯代爾的身份，並於1954年從俄羅斯前往加拿大，在那裡他擔任推銷員。1955年2月，他進入美國，在那裡他聯繫了他的特工同事魯道夫·阿貝爾，然後航行到英國。他報名參加了東方及非洲研究學院的中文課程。作為他特工角色的掩護，他在1956年成為一家租賃自動點唱機和自動售貨機的企業的出口總監。作為出口總監，他訪問了歐洲大陸，一次訪問中甚至遠至波蘭。他在國外時能夠與克格勃官員會面。

### 洛娜和莫里斯·科恩（海倫和彼得·克羅格；1913–1992 和 1910–1995）
洛娜和莫里斯·科恩是美國共產黨員。莫里斯在西班牙內戰期間參加了國際縱隊；腿部受傷後，他被招募到蘇聯情報部門，可能是由內務人民委員部上校亞歷山大·奧爾洛夫招募的。 他於1938年11月返回美國。他遇到了洛娜（本姓佩特卡），他們於1941年7月結婚；當時她不知道莫里斯是蘇聯特工，但他在婚後不久就告訴了她。 洛娜擔任信使，將曼哈頓計劃中西奧多·霍爾和薩維爾·薩克斯的機密文件運送到蘇聯駐紐約領事館。她攜帶的文件之一是美國原子彈的完整圖表。關於美國武器的信息在美國試驗前 12 天就已送達莫斯科。根據提供的情報，蘇聯四年後才得以測試他們的第一個核裝置。
當維諾納解密計劃開始揭露在美國活動的俄羅斯間諜時，科恩夫婦意識到他們有被發現的危險，並於1950年6月逃離美國，先到莫斯科，然後到波蘭。 1954 年，他們以兩名新西蘭人海倫和彼得·克羅格的身份搬到了倫敦郊外路易斯利浦的克蘭利路。彼得在倫敦河岸街開了一家古籍書店。 在安頓好新生活後，克羅格夫婦與朗斯代爾取得了聯繫。當他們在廚房地窖下挖出瓦礫以隱藏與莫斯科聯繫的無線電發射機時，他幫助了這對夫婦。

### 哈里·霍頓（1905–1985）和埃塞爾·吉（1914–1984）
哈里·霍頓於1945年作為士官長光榮地從英國皇家海軍退役，並在皇家海軍魚鷹號擔任文職工作。他在那裡一直待到1951年，之後他加入了英國駐華沙大使館的工作人員，在海軍武官部門擔任薪俸文員。他的妻子佩吉陪同他赴任。他遇到了一位波蘭女子卡塔琳娜，很快就墜入愛河並開始了婚外情；他不知道她是波蘭情報部門的成員。他開始參加派對，酗酒，結果導致缺錢。卡塔琳娜建議他開始在黑市上交易咖啡，他開始從英國訂購商品，以高價賣給波蘭人。夫妻關係惡化，霍頓在他們頻繁的爭吵中毆打佩吉，尤其是在他喝醉的時候。據佩吉說，霍頓曾多次威脅要殺了她，有一次把她扔過牆，用香煙燙她，還有一次試圖把她推下懸崖。
根據軍情五處和克格勃的說法，霍頓在招募過程中邁出了第一步，他於1951年寫信給波蘭外交部長，提出提供機密以換取金錢。當一名波蘭情報官員與他交談時，霍頓解釋說，他認為「英國目前的統治者已將國家出賣給美國人，並將其變成美國的殖民地」。他被賦予代號「米隆」，並開始向他的情報員發送敏感文件。1952年5月，他給了他們715份文件；8月增加到1,167份，包括一名在摩爾曼斯克的英國間諜的詳細信息以及英國海軍情報局的結構。霍頓的酗酒問題引起了大使館的關注，他在擔任該職務15個月後，於1952年10月被送回英國，而不是三年。他回國後在AUW找到了一份工作。在他的自傳中，他聲稱他是在回到英國後才被勒索從事間諜活動的，如果他不幫忙，卡塔琳娜就會受到威脅。
埃塞爾·吉（綽號邦蒂）與她年邁的母親、姨媽和叔叔住在波特蘭。1950年10月，她成為AUWE的一名檔案管理員，負責處理絕密文件；她可以進入正在進行原型或實驗項目機密圖紙的區域。她是單身，沒有親密的朋友，在1950年代早期到中期遇到霍頓之前一直過著安靜的生活。霍頓在回憶錄中將吉描述為「萬中無一的女性」。在霍頓解釋說他的婚姻正在破裂後，他們從友誼發展成了戀人關係。

## 間諜活動

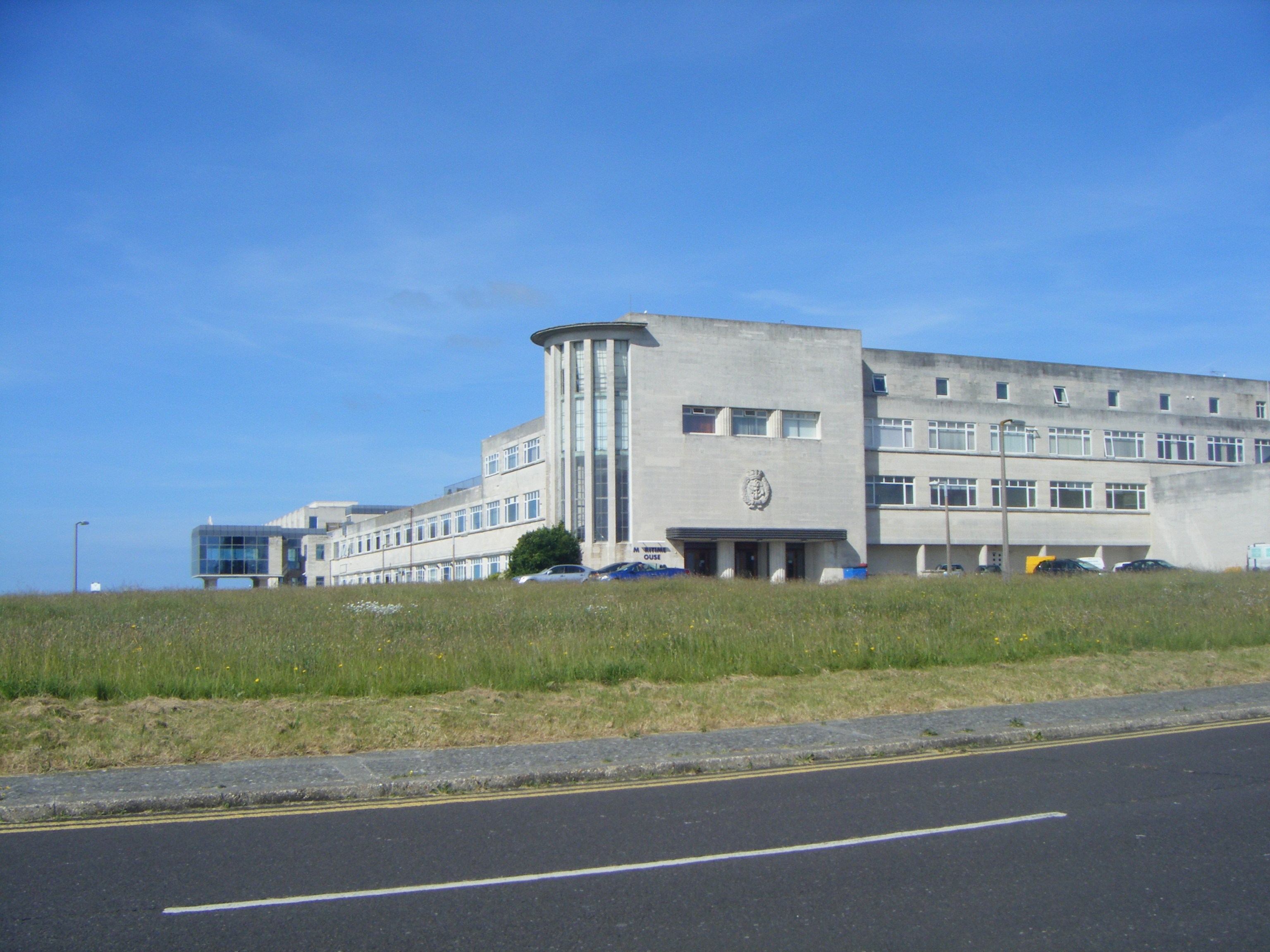
波特蘭島上前海軍水下武器研究所

霍頓於1953年回到波特蘭後不久，俄羅斯情報部門就與他聯繫，要求他繼續從事間諜活動。 為了複製文件，他得到了一台尺寸為 31⁄2乘11⁄8乘3⁄8英寸（88.9乘28.6乘9.5） 的密諾斯相機，他說這台相機「乍一看很容易被誤認為是打火機」。 雖然他一開始無法接觸到敏感信息，但他很快就通過在午餐時間為工作人員掩護而設法進入了敏感記錄室。 他開始以軍情五處所說的「多產」的速度向俄羅斯人提供文件： 1954年有1,927頁文件，1955年有1,768頁。這些文件包括隱藏螺旋槳噪音和探測高速潛艇的機制細節、皇家海軍無畏號的細節以及海軍的造船計劃。 朗斯代爾曾指示霍頓不要將他的活動告訴吉。在約定的時間，霍頓會在周末開車到泰晤士河畔金斯頓地區的酒吧，帶著海軍文件的膠捲。他經常被問及所需的具體領域，例如自導魚雷和潛艇探測。 霍頓會根據他傳遞的信息量獲得獎金；1955年12月，他獲得了500英鎊。他當年的年薪是741英鎊。 霍頓揮霍無度。儘管他的周薪不到 15 英鎊，但他每周在各個當地酒吧的花費約為20英鎊，他用現金購買了一輛雷諾道芬汽車
，並花了150英鎊購買了一台收音留聲機。
在與佩吉的婚姻破裂之前，霍頓犯了一些可能導致他暴露間諜身份的嚴重錯誤。一天晚上，他把一個棕色紙包放在臥室的桌子上；他的妻子以為裡面可能有他外遇的證據，就打開了它，發現裡面是全部都是海軍部的機密文件。他還給她看了一捆鈔票，她估計大約有150英鎊。 她非常懷疑，在1955年三次向海軍部提出了這個問題。 他們於次年聯繫了軍情五處，報告說霍頓的妻子告訴他們「她的丈夫正在向不應該得到信息的人洩露機密信息」。 海軍部意識到這對夫婦之間的分裂，也表示「並非不可能所有這些指控只是一個嫉妒和不滿的妻子的胡言亂語」，而且這種說法很可能「是一時衝動和純粹的惡意」。 儘管沒有對這些指控進行調查，但在1956年底，霍頓被從 AUWE 調到皇家海軍魚鷹號，在那裡接觸機密信息的機會較少。

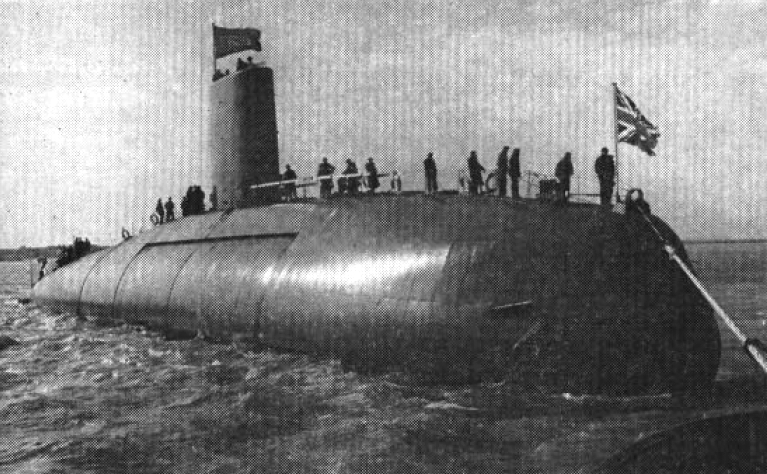
，1960 年下水後

1956年，霍頓的婚姻破裂了。他無法接觸到文件意味著他沒有從俄羅斯人那裡得到獎金，所以他缺錢。吉借給他200英鎊，幫助他搬進他買的旅行拖車，並以每月10英鎊的速度償還她。 霍頓想再次開始賺取獎金，他向朗斯代爾建議，他將自己的活動告知吉，並利用她來獲取他不再能接觸到的機密文件。 吉的安全級別比霍頓高，這對俄羅斯人很有吸引力，他們同意了，儘管霍頓將朗斯代爾介紹給她時，說他是美國人，名叫亞歷克斯·約翰斯頓指揮官。 「約翰斯頓」解釋說，他想確保英國根據北約承諾向美國提供他們有義務提供的信息。他向她提供了他感興趣的細節，並就如何避免內部安全措施向她提供建議； 要求提供的信息包括皇家海軍無畏號上的 2001 型聲納的詳細信息以及水下探測設備。 朗斯代爾對吉有一定的尊重，認為她「肯定比霍頓好」。 他認為霍頓是「間諜網中最薄弱的環節」，是個「傻瓜」。
霍頓和吉收集的文件被傳遞給朗斯代爾，朗斯代爾隨後將其交給克羅格夫婦。他們充當通訊團隊，將信息傳遞給莫斯科。一些是通過無線電——藏在廚房地板下，使用藏在閣樓裡的 75-英尺-長（23-） 天線。一些研究結果也被轉換成微點影像。 這些被插入彼得·克羅格從他的書店寄往歐洲客戶的書籍的書脊中。然後，他會使用一次性密碼本生成的代碼與莫斯科聯繫， 並發送每分鐘超過200字的快速「突發」傳輸，提醒克格勃正在發送的內容。

## 曝光和逮捕

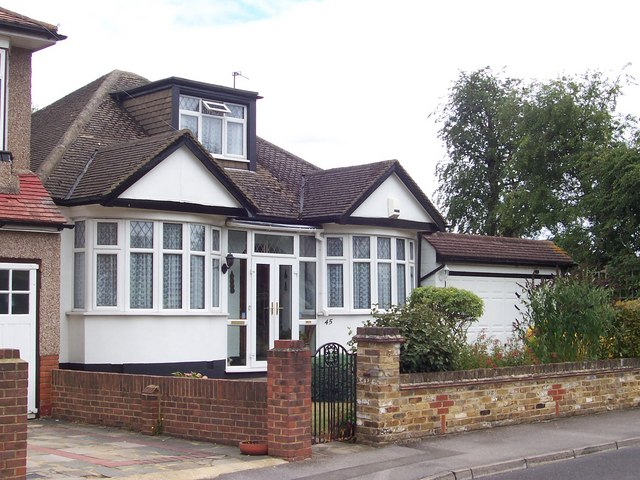
朗斯代爾定期拜訪克羅格夫婦在魯伊斯利普的家。

1960年，波蘭間諜米哈爾·戈列涅夫斯基告訴他在中央情報局 (CIA) 的情報員，有一名俄羅斯間諜在皇家海軍工作，他於 1952 年在華沙，名叫「霍頓」或類似名字。該信息被傳遞給軍情五處，他們很快識別出霍頓。 據軍情五處官員彼得·賴特稱，第一份報告是在 1959 年，但沒有足夠的證據來識別霍頓；賴特說，直到1960年3月的第二份報告之後，才能確定身份。 軍情五處案件官員是查爾斯·埃爾韋爾，他後來領導了對約翰·瓦薩爾和約翰·斯通豪斯的間諜活動調查。
1960年年中，軍情五處的監視專家（稱為觀察科）開始觀察霍頓和吉，尤其是在他們每月一次的倫敦之行中格外關注。在一次這樣的訪問中，他們注意到霍頓將一個塑料袋交給了另一個人，以換取一個信封。他們跟著那個人回到他的車上，確定那是朗斯代爾的車。他受到了全面監視，不久之後有人看到他去了他銀行的一個分行，在那裡他把一個手提箱和一個包裹存放在一個保險箱裡。
軍情五處處長羅傑·霍利斯聯繫了米德蘭銀行的行長，安排軍情五處打開保險箱。1960年9月5日，保險箱裡的物品被取出。裡面發現了密諾斯和普拉克蒂卡微型相機，以及一個放在木碗裡的朗森打火機；經過X光檢查，發現裡面裝有一次性密碼本和地圖參考。所有東西都經過檢查、拍照，然後放回朗斯代爾的保險箱裡。 向加拿大皇家騎警詢問了朗斯代爾的背景。他們向軍情五處提供了他的護照副本。 軍情五處竊聽了他的公寓，並斷定他非法特工的身分，為一名在行動掩護下在倫敦工作的成員。 英國信號情報機構政府通訊總部在朗斯代爾每次使用無線電時都會收到警報，並複製他發送到莫斯科的信息，使用銀行的一次性密碼本副本對其進行解密。 1960 年 11 月，軍情五處跟蹤朗斯代爾到克羅格夫婦在魯伊斯利普的房子；他們在對面的房子裡設立了一個觀察哨來監視這對夫婦。
1961年1月2日，軍情五處案件官員經海軍部批准後，決定再監視波特蘭間諜三個月，看看朗斯代爾是否只與霍頓打交道，或者他是否還在與其他間諜打交道。兩天后，中央情報局通知他們，戈列涅夫斯基將於次日叛逃。軍情五處意識到，一名波蘭高級情報人員來到西方可能會警告俄羅斯人霍頓可能暴露（因此也可能暴露間諜網的其餘成員），所以決定在下次預定的會議，即 1 月 7 日採取行動，但他們將密切監視朗斯代爾，以防莫斯科發出任何警告。
那個星期六，1月7日，霍頓和吉乘火車前往倫敦——軍情五處觀察員和特別分局的偵探在整個旅程中都跟著他們。 軍情五處沒有逮捕權，在需要逮捕時需要與警方（通常是特別分局）合作。 買了些東西後，兩人去了老維克劇院，在那裡他們遇到了朗斯代爾。三人一碰面，警察和軍情五處就介入逮捕了他們。 在吉的包裡，警方發現了4份機密 AUWE 文件的副本和未沖洗的膠捲，後來發現其中包含310張關於皇家海軍無畏號和海軍部命令的研究照片。 警察和軍情五處的搜索隊進入了霍頓、吉和朗斯代爾的住所，在那裡他們發現了更多有罪的證據，包括微型相機、大量現金、密碼本、製作縮微膠卷的材料和更多機密信息。

三花滑石粉罐，帶有隱藏隔間

克羅格夫婦當晚被捕。當他們準備離開房子被拘留時，海倫拿起她的手提包，並請求警方允許她添火；一名警官起了疑心，拒絕了她的請求，並從她手中拿走了手提包。後來證明，手提包裡裝有朗斯代爾和莫斯科之間的縮微膠卷通訊。 警察和軍情五處的搜索人員花了一個多星期的時間才徹底搜查了這棟房子。發現的物品包括以海倫和彼得·克羅格的名義簽發的新西蘭護照、一罐滑石粉，帶有空心隔間，其中一個隔間裡裝著一個縮微膠卷閱讀器、一個帶有可拆卸頂部的電池，裡面裝有 6,000 美元，以及藏在廚房地板下的無線電發射機。 警方在倫敦警察廳的檔案中找到了與克羅格夫婦指紋匹配的指紋。它們與聯邦調查局在1958年發送的指紋相符，證明他們是被通緝的蘇聯間諜洛娜和莫里斯·科恩。

## 審判
鮑街治安法院的聽證會於1961年2月7日開始；法院已為此進行了改造，並安裝了臨時升高的長椅，以容納許多想要參加的記者。領導控方的律師是檢察總長雷金納德·曼寧厄姆-布勒
，他的開場陳述持續了兩個小時，期間他詳細介紹了間諜網、其運作方式以及他們用來編碼和將信息傳輸到莫斯科的設備。 聽證會於2月10日結束，五名被告均被提交審判；保釋被拒絕。
對五名間諜的審判於1961年3月13日在中央刑事法院開始；首席法官帕克勳爵主持了審判。所有五名被告都被控「串謀傳達違反《1911年官方保密法》第1條的信息」。 霍頓後來在他的傳記中寫道，「我在老貝利街提供的證詞毫無意義。我不敢在證人席上講述波特蘭間諜網的真實故事：它必須經過調整，以達到最佳效果」。 記者特雷弗·巴恩斯在他撰寫的波特蘭間諜網的歷史中，將吉的證詞描述為「一個充滿謊言的、沒有說服力的敘述」。 案件持續到3月22日。陪審團在不到九十分鐘的時間內裁定所有五名被告有罪。朗斯代爾被判處二十五年監禁；克羅格夫婦被判處二十年。霍頓和吉都被判處十五年。

## 後續
1961年月底，內政大臣拉布·巴特勒宣布成立一個由前上訴法院大法官查爾斯·羅默爵士領導的調查委員會。調查的目的是「[檢視]與最近在中央刑事法院進行的間諜審判有關的情況，特別是兩個人在海軍機構中受僱和繼續受僱的情況，以確定是否存在任何違反安全安排的行為」。
據記者戴維·懷斯和托馬斯·羅斯稱，委員會的成立「似乎是安全恐慌的結束」。 然而，在羅默調查開始一個月後，軍情六處官員喬治·布萊克被捕，並被控間諜罪。英國首相哈羅德·麥克米倫將其描述為「新的打擊」，並與工黨反對黨領袖休·蓋茨克達成協議，羅默委員會應完成其調查，並將其建議提交給由拉德克利夫勳爵擔任主席的新調查，該調查將在更廣泛的背景下審視安全程序和做法。
羅默委員會是一個行政機構，而不是一個法律機構，這意味著沒有證人有法律代表陪同。委員會聽取了二十多名證人的證詞，包括軍情五處、海軍部、海軍情報部和政府通訊總部的高級成員。霍利斯批評了AUWE的安全安排，在那裡允許高級職員將機密信息帶出辦公場所通宵工作是一種常見的做法。 埃爾韋爾撰寫了一份初步報告提交給委員會，他在報告中將朗斯代爾描述為「一個相當有魅力的人……幽默而諷刺，而不是風趣，隨時準備就大多數話題流利而尖銳地發言」。 他對克羅格夫婦的看法更為尖銳：他將彼得描述為「一個裝腔作勢的討厭鬼……一個生活似乎被腐朽的理想主義所支配的人」，並將海倫描述為「更沒有吸引力……她看起來，而且很可能表現得像一個憤世嫉俗的瘋狂狂熱分子」。
羅默的調查報告於1961年6月發表。麥克米倫在議會上宣讀了調查結論。在就霍頓和吉在波特蘭的僱傭問題提出了四點之後，他繼續說道：
5. 1956年，霍頓兩次被水下探測機構的當局注意到，他可能存在安全風險。沒有進行充分的調查，提交給海軍部的報告既不完整，也具有誤導性。該機構的安全官員對他處理此事時的草率態度負有嚴重責任。即便如此，機構的負責人也應親自確保進行適當的調查，並將此事充分報告給海軍部。

6. 因此，未能對1956年的霍頓進行適當調查的主要責任在於當時水下探測機構的當局。證據表明，該機構普遍缺乏「安全意識」，而這方面的責任必須由該機構的負責人承擔。但是，海軍部和安全局，儘管他們只收到了來自波特蘭的不完整和具有誤導性的報告，但未能將此事追查到底，也難辭其咎。
保守黨議員唐納德·約翰遜觀察到，羅默「在他的評論中毫不留情，也沒有讓自己成為『粉飾』隊伍中的一員」。

## 後續發展

### 朗斯代爾

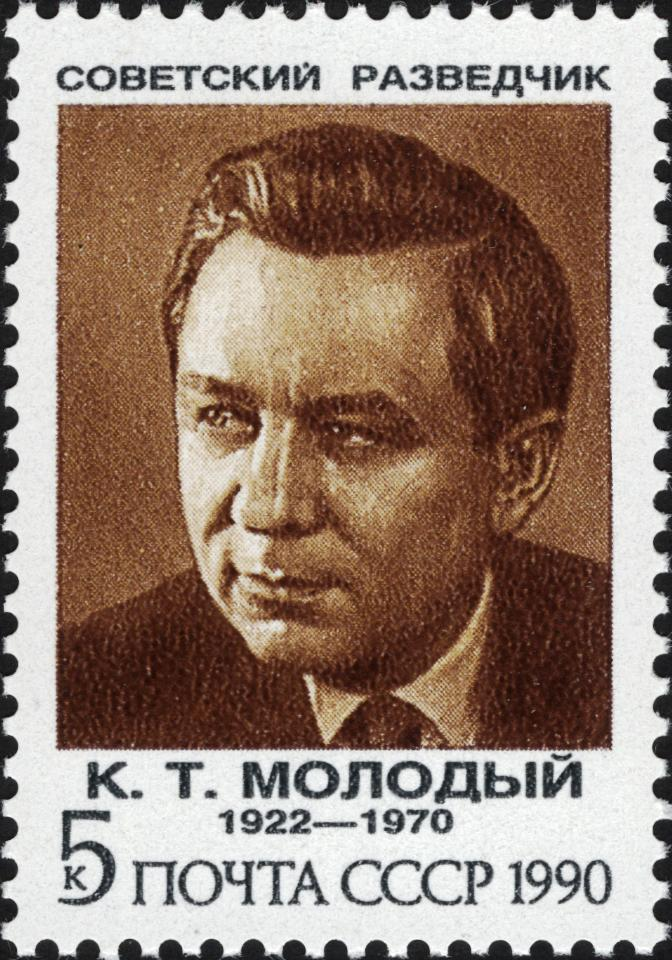
1990 年蘇聯郵票上的朗斯代爾

1962年11月，英國商人格雷維爾·溫尼在匈牙利布達佩斯因間諜罪名被捕。他一直是格魯烏（俄羅斯秘密軍事情報機構）上校奧列格·潘科夫斯基的信息信使。溫尼於1963年5月在莫斯科接受了作秀公審，並被判處八年監禁；潘科夫斯基被判處死刑。 溫尼在獄中受到虐待，健康狀況迅速惡化（到1963年年中，他已經瘦了2英石（28磅；13））。英國政府秘密討論了俄羅斯提出的間諜交換的提議，1964年4月21日，朗斯代爾被從伯明翰的溫森格林監獄轉移到西德，並與溫尼交換。
1965年，朗斯代爾出版了他的傳記《間諜》， 由前一年叛逃到蘇聯的金·菲爾比代筆。 巴恩斯指出，「這本書包含許多謊言」，歷史學家克里斯托弗·安德魯將其描述為「具有誤導性的回憶錄」，其中「包含各種虛假信息——包括假裝『克羅格夫婦』完全清白」。
朗斯代爾於1970年10月與家人野餐時去世；喝下第二杯伏特加後，他中風了，幾天後就去世了。 1990 年，蘇聯政府在一枚郵票上印上了他的肖像，以示表彰。

### 克羅格夫婦

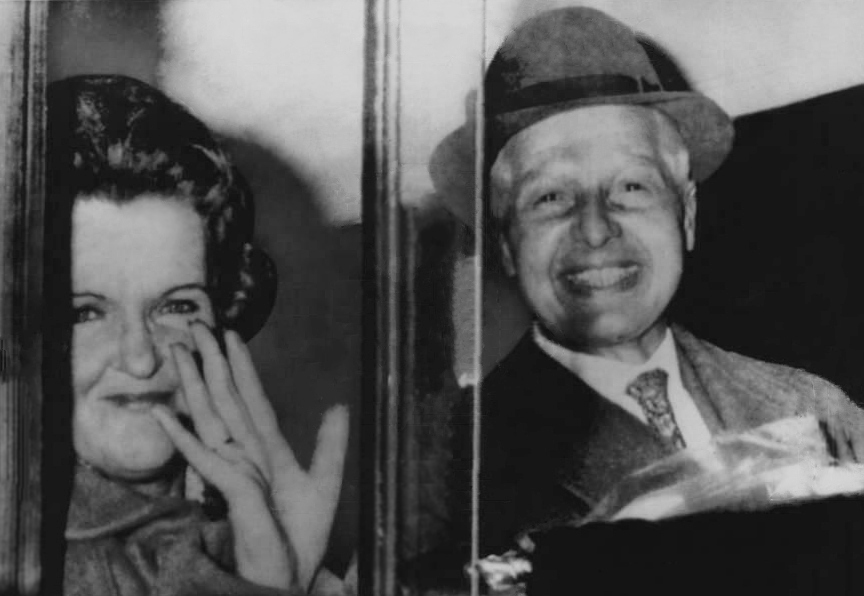
1969 年，克羅格夫婦從監獄前往莫斯科的路上

克羅格夫婦於1969年10月獲釋，作為與傑拉爾德·布魯克交換的一部分。 布魯克於1965年4月因間諜罪名被捕。他不是間諜，也沒有從事間諜活動，但作為一個虔誠的宗教人士，他曾與一個批評蘇聯政府的移民團體合作。他被判處五年監禁，但四年後健康狀況不佳且日益惡化。由於受到額外（且偽造）指控的長期監禁的威脅，英國和俄羅斯政府之間達成了一項妥協，即他在克羅格夫婦獲釋前三個月獲釋。
1969年11月，在克格勃達恰為克羅格夫婦舉行了一場晚宴，克格勃主席尤里·安德羅波夫出席了晚宴，並向他們頒發了紅旗勳章。 在鮑里斯·葉利欽的政府領導下，他們被評為俄羅斯聯邦英雄。 海倫於1992年12月去世；彼得於1995年6月去世。他們都被安葬在克格勃的新昆采沃公墓。 1998 年，俄羅斯政府在一套郵票上印上了他們的肖像，以示表彰。

### 霍頓和吉
霍頓和吉被允許在獄中互相寫信（這通常是不允許的）因為軍情五處希望看看他們的信件中是否有任何不謹慎之處。霍頓在沃姆伍德·斯克魯布斯監獄待了幾個月，然後被轉移到溫徹斯特監獄。吉的大部分時間都在柴郡的斯泰爾監獄，一個開放式監獄度過。
儘管霍頓和吉的刑期是波特蘭間諜網中最短的，但他們被監禁的時間最長；他們於1970年5月同一天獲釋。 吉搬回了她在波特蘭的老房子；霍頓搬到了普爾郊外的一套公寓。儘管他們不得不經常避開媒體，但兩人又開始見面了。他們於1971年4月結婚。
霍頓在1972年寫了《波特蘭行動》；巴恩斯指出了書中的許多不準確之處，並將其描述為「一本令人厭煩的書……一篇長篇抱怨，抱怨安全局的無能、他的審判不公以及他在獄中受到的嚴酷待遇」。 吉於1984年去世；霍頓於1985年去世。

## 影響
除了新聞和歷史報導外，波特蘭間諜網及其後續事件還在書籍、舞台和銀幕上有所描述，包括對事件的歷史記錄、相關人員的個人回憶錄等。
2019年，英國國家檔案館公布了許多與波特蘭間諜網有關的文件； 許多文件此前已於2017年11月公布。 這些文件包含前軍情五處處長馬丁·弗尼瓦爾·瓊斯的評論，強調了霍頓前妻的信件：
很明顯，我們應該在 1956 年進行一些調查。如果我們這樣做了，我們很有可能發現霍頓的間諜活動，而且很可能我們會發現他被蘇聯大使館的一名成員控制為間諜。我們也可能發現吉小姐。如果我們這樣做了，我們應該在四年前就阻止海軍部的信息洩露。